# Jean-Paul Mendy
Jean-Paul Mendy (n. 14 decembrie 1973 în Mantes-la-Jolie, Yvelines) este un boxer profesionist din Franța, care a câștigat medalia de bronz la categoria mijlocie (-75) la Campionatul Mondial de Box Amator 1997 din Budapesta, Ungaria. 

## Amator
Stângaciul și-a reprezentat țara nativă la Jocurile Olimpice de vară din 1996 în Atlanta, Georgia, unde a fost învins în prima rundă de germanul Sven Ottke la puncte (4-11).

## Profesionism
Jean-Paul și-a făcut debutul profesionist la 22 decembrie 2000, când l-a bătut pe concetățeanul Guy Dia-Njoh prin knock-out, în runda a doua. El a fost neînvins timp de 29 de meciuri.
Mendy s-a luptat cu Sakio Bika pe 31 iulie în Las Vegas pentru locul 1 în IBF și o șansă la titlu. Bika a pierdut meciul prin descalificare, în prima rundă, deoarece l-a făcut knockout pe Mendy, lovindu-l în timp ce acesta era încă în genunchi în urma unui knockdown.
Prin urmare, Mendy a luptat pentru titlul IBF la categoria Supermijlocie împotriva lui Lucian Bute în România, țara natală a acestuia, în cadrul unui eveniment care a avut loc la Romexpo, în București, pe 09 iulie 2011. Mendy a pierdut meciul prin K.O. în runda a patra.

## Rezultate în boxul profesionist
| 29 victorii (16 prin knockout, 13 decizii), 1 înfrângere (1 prin knockout), 1 remiză |            |                       |     |             |            |                                                     |                                                        |
| Rez.                                                                                 | La general | Adversar              | Tip | Runda, Timp | Data       | Locație                                             | Note                                                   |
| Înfrângere                                                                           | 29-1-1     | Lucian Bute           | KO  | 4 (12)      | 2011-07-09 | Romexpo Dome, București, România                    | Lost IBF Super Middleweight title.                     |
| Victorie                                                                             | 29-0-1     | Sakio Bika            | DQ  | 1 (12)      | 2010-07-31 | Mandalay Bay Resort & Casino, Las Vegas, Nevada     | IBF Super Middleweight title eliminator.               |
| Victorie                                                                             | 28-0-1     | Josival Lima Teixeira | KO  | 9 (10)      | 2010-03-20 | La Palestre, Le Cannet, Alpes-Maritimes             |                                                        |
| Victorie                                                                             | 27-0-1     | Matthew Barr          | TKO | 4 (8)       | 2009-11-06 | Palais des Sports de Toulon, Toulon, Var            |                                                        |
| Victorie                                                                             | 26-0-1     | Nathan King           | RTD | 6 (10)      | 2009-09-10 | Cirque d'hiver, Paris, Île-de-France                |                                                        |
| Victorie                                                                             | 25-0-1     | Jason Naugler         | UD  | 12 (12)     | 2008-10-25 | Township Auditorium, Columbia, South Carolina       | Won vacant IBF International Super Middleweight title. |
| Victorie                                                                             | 24-0-1     | Christopher Holt      | TKO | 5 (8)       | 2007-11-29 | The Plex, Charleston, South Carolina                |                                                        |
| Remiză                                                                               | 23-0-1     | Anthony Hanshaw       | SD  | 12 (12)     | 2007-01-05 | DeSoto Civic Center, Southaven, Mississippi         | For vacant IBO Super Middleweight title.               |
| Victorie                                                                             | 23-0-0     | Henry Buchanan        | UD  | 10 (10)     | 2006-10-06 | Chumash Casino, Santa Ynez, California              |                                                        |
| Victorie                                                                             | 22-0-0     | Dallas Vargas         | TKO | 1 (10)      | 2006-07-28 | PFTC Sports Center, Las Vegas, Nevada               |                                                        |
| Victorie                                                                             | 21-0-0     | Laurent Goury         | PTS | 8 (8)       | 2006-06-09 | Lucé, Eure-et-Loir                                  |                                                        |
| Victorie                                                                             | 20-0-0     | Travis Clybourn       | TKO | 2 (5)       | 2006-04-29 | Greensboro Coliseum, Greensboro, North Carolina     |                                                        |
| Victorie                                                                             | 19-0-0     | Carlton Holland       | TKO | 2 (8)       | 2005-07-01 | The Plex, Charleston, South Carolina                |                                                        |
| Victorie                                                                             | 18-0-0     | Akim Gros             | TKO | 4 (10)      | 2005-05-28 | Lucé, Eure-et-Loir                                  |                                                        |
| Victorie                                                                             | 17-0-0     | Octavian Stoica       | TKO | 5 (8)       | 2004-11-20 | Lucé, Eure-et-Loir                                  |                                                        |
| Victorie                                                                             | 16-0-0     | Frederic Esther       | UD  | 10 (10)     | 2004-04-08 | Poitiers, Vienne                                    | Retained France Super Middleweight title.              |
| Victorie                                                                             | 15-0-0     | Simon Mokoena         | PTS | 8 (8)       | 2004-02-20 | Saint-Dizier, Haute-Marne                           |                                                        |
| Victorie                                                                             | 14-0-0     | Rachid Kanfouah       | PTS | 10 (10)     | 2003-11-14 | Clermont-Ferrand, Puy-de-Dôme                       | Retained France Super Middleweight title.              |
| Victorie                                                                             | 13-0-0     | Sergey Karanevich     | UD  | 8 (8)       | 2003-05-19 | Palais des Sports, Levallois-Perret, Hauts-de-Seine |                                                        |
| Victorie                                                                             | 12-0-0     | Eliseo Nogueira       | PTS | 8 (8)       | 2003-04-04 | Maison des Sports, Clermont-Ferrand, Puy-de-Dôme    |                                                        |
| Victorie                                                                             | 11-0-0     | Eliseo Nogueira       | PTS | 10 (10)     | 2002-12-05 | Palais des Sports, Levallois-Perret, Hauts-de-Seine |                                                        |
| Victorie                                                                             | 10-0-0     | Youssef Temsoury      | UD  | 10 (10)     | 2002-05-02 | Pont-Audemer, Eure                                  | Retained France Super Middleweight title.              |
| Victorie                                                                             | 9-0-0      | Rachid Kanfouah       | MD  | 10 (10)     | 2002-02-26 | Clermont-Ferrand, Puy-de-Dôme                       | Won vacant France Super Middleweight title.            |
| Victorie                                                                             | 8-0-0      | Daniel Sackey         | TKO | 5 (8)       | 2001-12-14 | Béziers, Hérault                                    |                                                        |
| Victorie                                                                             | 7-0-0      | Richard Pokossi       | PTS | 8 (8)       | 2001-11-24 | Palais des Sports, Bondy, Seine-Saint-Denis         |                                                        |
| Victorie                                                                             | 6-0-0      | Ernest Barbarosa      | TKO | 3 (6)       | 2001-08-04 | Plages du Prado, Marseille, Bouches-du-Rhône        |                                                        |
| Victorie                                                                             | 5-0-0      | Mourad Djabrouhou     | TKO | 3 (6)       | 2001-05-28 | Levallois-Perret, Hauts-de-Seine                    |                                                        |
| Victorie                                                                             | 4-0-0      | Milojko Pivljanin     | TKO | 4 (6)       | 2001-03-31 | Saint-Bonnet, Charente-Maritime                     |                                                        |
| Victorie                                                                             | 3-0-0      | Rachid Bakour         | TKO | 2 (6)       | 2001-03-12 | Palais des Sports, Paris                            |                                                        |
| Victorie                                                                             | 2-0-0      | Said Boukefous        | TKO | 1 (6)       | 2001-02-16 | Mont-de-Marsan, Landes                              |                                                        |
| Victorie                                                                             | 1-0-0      | Guy Dia Njoh          | TKO | 2 (6)       | 2000-12-22 | Bondy, Seine-Saint-Denis                            | Pro debut.                                             |